# Phyllanthus harrimanii
Phyllanthus harrimanii är en emblikaväxtart som beskrevs av Grady Linder Webster. Phyllanthus harrimanii ingår i släktet Phyllanthus och familjen emblikaväxter. Inga underarter finns listade i Catalogue of Life.